# Sächsischer Musikbund
Der Sächsische Musikbund (SMB) ist ein Verein zur Förderung zeitgenössischer Musik in Sachsen. Sitz ist das Haus des Buches in Leipzig.

## Geschichte
Der Verein wurde 1990 von Günter Neubert und Wilfried Krätzschmar in Leipzig gegründet. 1991 ging aus ihm der Landesverband des Deutschen Komponistenverbandes hervor.
Unter ihrer Leitung wurden zahlreiche Konzerte initiiert. So gastierten bekannte Ensembles für Neue Musik, wie das Leipziger Consort, das Ensemble Avantgarde aus Leipzig, das Ensemble Sortisatio aus Leipzig, das Ensemble recherche aus Freiburg, das Ensemble United Berlin, das Trio Basso aus Köln, das Kammerensemble Neue Musik Berlin, das Musica-Viva-Ensemble Dresden, das Stadler Quartett aus Salzburg, das Ensemble Konfrontation aus Halle und das Tschechische Nonett aus Prag.
Im Jahr 1998 wurde er als gemeinnütziger Verein eingetragen. Als Ziele wurden Öffentlichkeitsarbeit, Austauschprogramme und Werkstattveranstaltungen sowie Aufführungen und Produktionen zeitgenössischer Musik festgelegt.
Finanziell gefördert werden die Projekte durch den Deutschen Musikrat, das Kulturamt der Stadt Leipzig, das Amt für Kultur und Denkmalschutz der Stadt Dresden, die Kulturstiftung des Freistaates Sachsen, die  Paul-Woitschach-Stiftung und die Sparkasse Leipzig. Weitere Kooperation besteht mit den Rahn-Schulen und dem Mitteldeutschen Rundfunk.
Amtierender Vorsitzender des Vereins ist der Komponist Christian FP Kram. In seiner Amtszeit richtete der Verband mehrere Konzerte in Chemnitz, Dresden und Leipzig aus.
Mitglieder des Vereins sind u. a. Christfried Brödel, Christoph Sramek, Thomas Buchholz, Peter Herrmann, Thomas Christoph Heyde, Jörn Peter Hiekel, Alexander Keuk, Wilfried Krätzschmar, Volkmar Leimert, Siegfried Thiele, Karl Ottomar Treibmann und Manfred Weiss.
Der Sächsische Musikbund ist Mitglied im KlangNetz Dresden.

## Förderpreis
Seit 1995 vergibt der Musikbund, gemeinsam mit der Stadt Leipzig, aller zwei Jahre eine Unterstützung für Nachwuchskomponisten und Musikwissenschaftler. Gestiftet wird der Förderpreis aus dem Nachlass des Leipziger Komponisten und Violinisten Fred Malige. Bisherige Preisträger waren u. a. Benjamin Schweitzer (1999) und Michael Flade (2001).